# Kap Salvesen
Das Kap Salvesen (spanisch Cabo Salvesen) ist ein Kap an der Danco-Küste des Grahamlands auf der Antarktischen Halbinsel. Es liegt am Südufer der Salvesen Cove, einer Nebenbucht der Hughes Bay.
Argentinische Wissenschaftler benannten es in Anlehnung an die Benennung der gleichnamigen Bucht. Deren Namensgeber ist das 1872 vom Norweger Christian Salvesen im schottischen Leith gegründete Walfangunternehmen Salvesen & Co.